# Lose Control (canción de Meduza, Becky Hill y Goodboys)
«Lose Control» es una canción del trío italiano de productores Meduza, en colaboración con la cantante británica Becky Hill y el trío británico de productores Goodboys. Fue publicado como sencillo por Virgin Records el 11 de octubre de 2019. 
En Reino Unido alcanzó el puesto 11 en la lista UK Singles Chart y el número 2 en la UK Dance Chart. En Estados Unidos llegó al puesto número 1 de la lista Dance Club Songs de Billboard.
Llegó a la lista de éxitos en varios países como Bélgica, Irlanda, Hungría, Rusia y Rumania.

## Antecedentes
La canción fue escrita mayoritariamente durante 2018, más adelante, a principios de 2019, Becky Hill realizó la coescritura vocal y adicional de los versos y el precoro de la canción, terminándola en un día. El trío lo describió como una pista "amigable con la radio, pero de una manera house, tratando de no terminar en una pista de baile pop clásica".

## Composición
El segundo sencillo del trío italiano de productores Meduza es un deep house con influencias del dance-pop. Está escrita en la clave de Do menor y tiene una progresión de acordes Dom-Fam-La♭.

## Video musical
El videoclip de la canción fue grabado en Burj Al Babas, Mudurnu, Turquía.

## Posicionamiento en listas
| Listas (2019–2020)                          | Mejor posición |
| ------------------------------------------- | -------------- |
| Alemania (Offizielle Deutsche Charts)       | 30             |
| Australia (ARIA)                            | 11             |
| Austria (Ö3 Austria Top 40)                 | 53             |
| Bélgica (Flandes) (Ultratop 50)             | 6              |
| Bélgica (Valonia) (Ultratop 50)             | 8              |
| Canadá (Canadian Hot 100)                   | 46             |
| El Salvador (Monitor Latino)                | 18             |
| Escocia (Scottish Singles Sales Chart)      | 12             |
| Eslovaquia (Rádio Top 100)                  | 5              |
| Eslovaquia (Singles Digitál Top 100)        | 13             |
| Eslovenia (SloTop50)                        | 7              |
| Estados Unidos (Hot Dance Club Songs)       | 1              |
| Estados Unidos Global Excl. US (Billboard)  | 143            |
| Estados Unidos (Hot Dance/Electronic Songs) | 4              |
| Francia (SNEP)                              | 53             |
| Hungría (Dance Top 40)                      | 5              |
| Hungría (Rádiós Top 40)                     | 5              |
| Hungría (Single Top 40)                     | 5              |
| Hungría (Stream Top 40)                     | 12             |
| Irlanda (IRMA)                              | 7              |
| Italia (FIMI)                               | 37             |
| Letonia (LAIPA)                             | 19             |
| Lituania (AGATA)                            | 5              |
| Nueva Zelanda (Recorded Music NZ)           | 35             |
| Países Bajos (Dutch Top 40)                 | 11             |
| Países Bajos (Mega Single Top 100)          | 19             |
| Polonia (Polish Airplay Top 100)            | 11             |
| Portugal (AFP)                              | 39             |
| Reino Unido (UK Singles Chart)              | 11             |
| Reino Unido (UK Dance Chart)                | 2              |
| República Checa (Rádio Top 100)             | 3              |
| República Checa (Singles Digitál Top 100)   | 13             |
| Rumania (Airplay 100)                       | 15             |
| Rumania (Romania Radio Airplay)             | 4              |
| Rusia (Tophit)                              | 3              |
| Serbia (Radiomonitor)                       | 2              |
| Suecia (Sverigetopplistan)                  | 75             |
| Suiza (Schweizer Hitparade)                 | 22             |
| Ucrania (Tophit)                            | 5              |

| Lista (2019)                                          | Posición |
| ----------------------------------------------------- | -------- |
| CIS (Tophit)                                          | 96       |
| Hungría (Dance Top 40)                                | 78       |
| Países Bajos (Dutch Top 40)                           | 83       |
| Rusia Airplay (Tophit)                                | 91       |
| Lista (2020)                                          | Posición |
| Alemania (Official German Charts)                     | 82       |
| Australia (ARIA)                                      | 30       |
| Bélgica (Ultratop Flanders)                           | 23       |
| Bélgica (Ultratop Wallonia)                           | 39       |
| CIS (Tophit)                                          | 23       |
| Dinamarca (Tracklisten)                               | 97       |
| Estados Unidos Hot Dance/Electronic Songs (Billboard) | 15       |
| Francia (SNEP)                                        | 120      |
| Hungría (Dance Top 40)                                | 18       |
| Hungría (Rádiós Top 40)                               | 13       |
| Hungría (Single Top 40)                               | 53       |
| Irlanda (IRMA)                                        | 46       |
| Países Bajos (Dutch Top 40)                           | 75       |
| Países Bajos (Single Top 100)                         | 80       |
| Polonia (ZPAV)                                        | 84       |
| Reino Unido Singles (OCC)                             | 66       |
| Rumania (Airplay 100)                                 | 15       |
| Rusia Airplay (Tophit)                                | 42       |
| Suiza (Schweizer Hitparade)                           | 43       |
| Ucrania Airplay (Tophit)                              | 15       |

## Historial de lanzamientos
| Región         | Fecha                 | Formato                | Discográfica                     | Ref.   |
| -------------- | --------------------- | ---------------------- | -------------------------------- | ------ |
| Varios         | 11 de octubre de 2019 | Descarga digital       | Virgin y PolydorVirgin           | [ 73 ] |
| Estados Unidos | 25 de febrero de 2020 | Contemporary hit radio | Astralwerks y CapitolAstralwerks | [ 74 ] |